# Tournoi de tennis de Dalian
Le tournoi de Dalian (Chine) est un tournoi de tennis féminin créé en 2015, classé en catégorie WTA 125, qui a eu lieu pendant 3 ans en septembre et qui se jouait sur dur en extérieur.
Il disparait du calendrier en 2018.

## Palmarès

### Simple
| No | Date       | Nom et lieu du tournoi             | Catégorie | Dotation  | Surface    | Vainqueure        | Finaliste      | Score             |         |
| -- | ---------- | ---------------------------------- | --------- | --------- | ---------- | ----------------- | -------------- | ----------------- | ------- |
| 1  | 08-09-2015 | Dalian Women's Tennis Open, Dalian | WTA 125   | 115 000 $ | Dur (ext.) | Zheng Saisai      | Julia Glushko  | 2-6, 6-1, 7-5     | Tableau |
| 2  | 06-09-2016 | Dalian Women's Tennis Open, Dalian | WTA 125   | 115 000 $ | Dur (ext.) | Kristýna Plíšková | Misa Eguchi    | 7-5, 4-6, 2-5 ab. | Tableau |
| 3  | 05-09-2017 | Dalian Women's Tennis Open, Dalian | WTA 125   | 115 000 $ | Dur (ext.) | Kateryna Kozlova  | Vera Zvonareva | 6-4, 6-2          | Tableau |

### Double
| No | Date       | Nom et lieu du tournoi            | Catégorie | Dotation  | Surface    | Vainqueures                  | Finalistes                           | Score             |         |
| -- | ---------- | --------------------------------- | --------- | --------- | ---------- | ---------------------------- | ------------------------------------ | ----------------- | ------- |
| 1  | 08-09-2015 | Dalian Women's Tennis Open Dalian | WTA 125   | 115 000 $ | Dur (ext.) | Zhang Kai-Lin Zheng Saisai   | Chan Chin-wei Darija Jurak           | 6-3, 6-4          | Tableau |
| 2  | 06-09-2016 | Dalian Women's Tennis Open Dalian | WTA 125   | 115 000 $ | Dur (ext.) | Lee Ya-hsuan Kotomi Takahata | Nicha Lertpitaksinchai Jessy Rompies | 6-2, 6-1          | Tableau |
| 3  | 05-09-2017 | Dalian Women's Tennis Open Dalian | WTA 125   | 115 000 $ | Dur (ext.) | Lu Jing-Jing You Xiaodi      | Guo Hanyu Ye Qiuyu                   | 7-62, 4-6, [10-5] | Tableau |